# Ga Geomam
Ga Geomam (Tiếng Hàn: 계양역, Hanja: 桂陽驛) là ga tàu điện ngầm và ga trung chuyển của Đường sắt sân bay Quốc tế Incheon và Tàu điện ngầm Incheon tuyến 2 ở Geomam-dong, Seo-gu, Incheon, Hàn Quốc.

## Lịch sử
- 23 tháng 3 năm 2007: Bắt đầu hoạt động với việc khai trương Đường sắt sân bay Quốc tế Incheon
- 30 tháng 6 năm 2014: KTX bắt đầu hoạt động
- 30 tháng 7 năm 2016: Trở thành ga trung chuyển với việc khai trương Tàu điện ngầm Incheon tuyến 2[1]
- 9 tháng 2 - 25 tháng 2 năm 2018: Do Thế vận hội Mùa đông 2018, dịch vụ KTX trên Tuyến Gyeongbu và Tuyến Honam bị tạm dừng và chỉ có hệ thống Tuyến Gyeonggang được vận hành.
- 23 tháng 3 năm 2018: Tất cả các chuyến tàu KTX đều bị đình chỉ hoạt động như trên trong cùng năm 2018.
- 30 tháng 7 năm 2018: Dịch vụ KTX bị bãi bỏ

## Bố trí ga

### Đường sắt sân bay (2F)
| ↑ Gyeyang                    |
| ２４ \| ３１ \|              |
| Thành phố Quốc tế Cheongna ↓ |

| １ | ● Đường sắt sân bay | → Hướng đi Unseo · Nhà ga 2 sân bay Quốc tế Incheon →                         |
| ３ | ● Đường sắt sân bay | → Hướng đi Unseo · Nhà ga 2 sân bay Quốc tế Incheon → → Kết thúc tại ga này   |
| ４ | ● Đường sắt sân bay | ← Hướng đi Sân bay Quốc tế Gimpo · Đại học Hongik · Seoul → Bắt đầu từ ga này |
| ２ | ● Đường sắt sân bay | ← Hướng đi Sân bay Quốc tế Gimpo · Đại học Hongik · Seoul                     |

### Incheon tuyến 2 (4F)
| Dokjeong ↑ |
| \| N/B     |
| ↓ Geombawi |

| Hướng Bắc | ● Incheon tuyến 2 | ← Hướng đi Wanjeong · Geomdan Sageori · Geomdan Oryu |
| Hướng Nam | ● Incheon tuyến 2 | → Hướng đi Seongnam · Juan · Unyeon →                |

## Xung quanh nhà ga
- Trung tâm phúc lợi hành chính Geomamgyeongseo-dong
- Ngã tư Geomam
- Trường trung học cơ sở Geomam
- Trường tiểu học Incheon Geomam
- Trụ sở Korail Airport Co.
- Trường tiểu học Incheon Eunji
- Thành phố Incheon Tổng công ty quản lý cơ sở vật chất Seo-gu Trung tâm thể thao quốc gia Seo-gu
- Nút giao thông Cheongna Đường cao tốc sân bay quốc tế Incheon
- Geomam Royal PARKCITY PRUGIO
- Tuyến đường thủy Kyungin Ara
- Công viên hoa dại Dream Park

## Hình ảnh

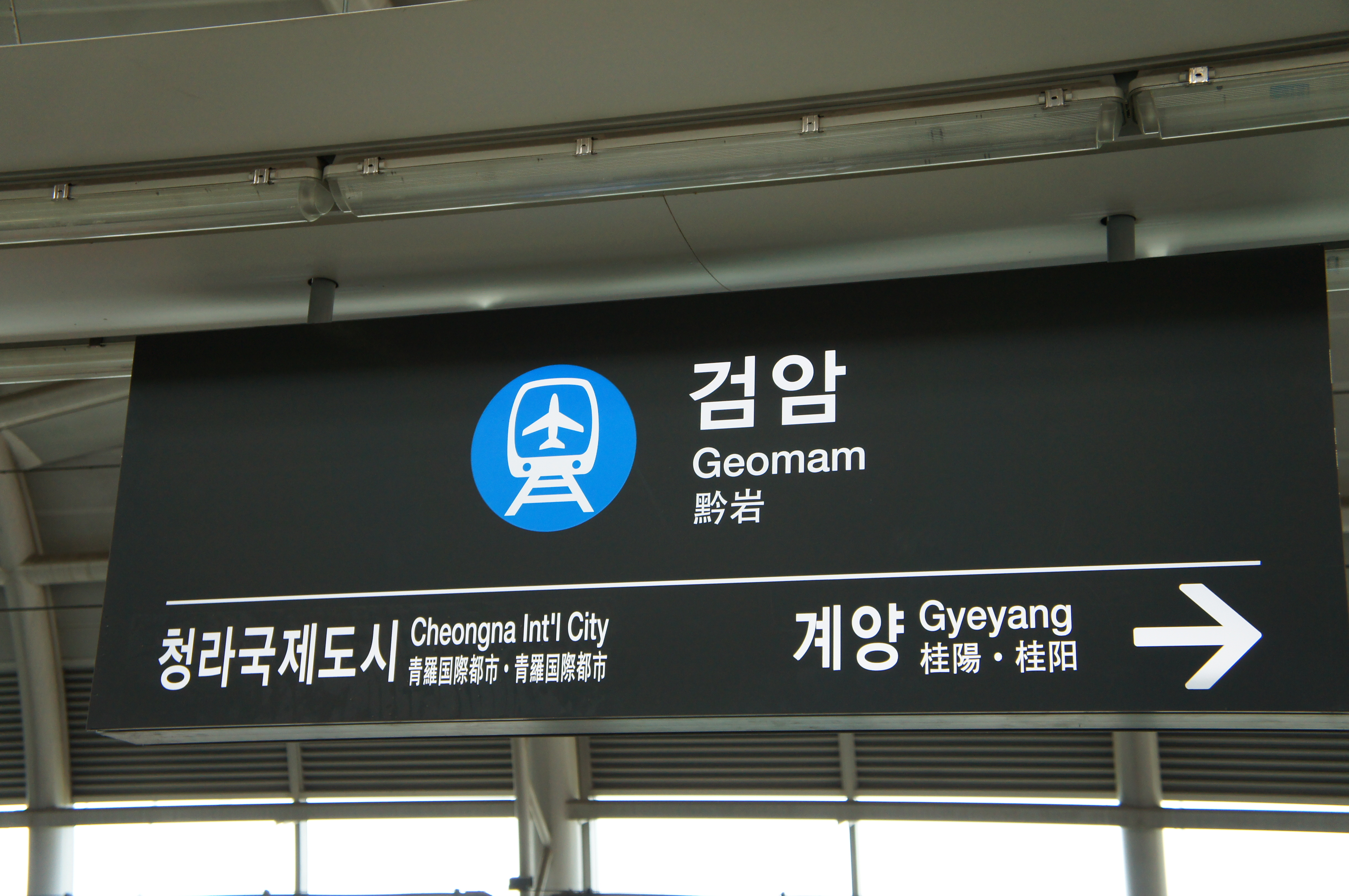
Bảng tên ga Đường sắt sân bay
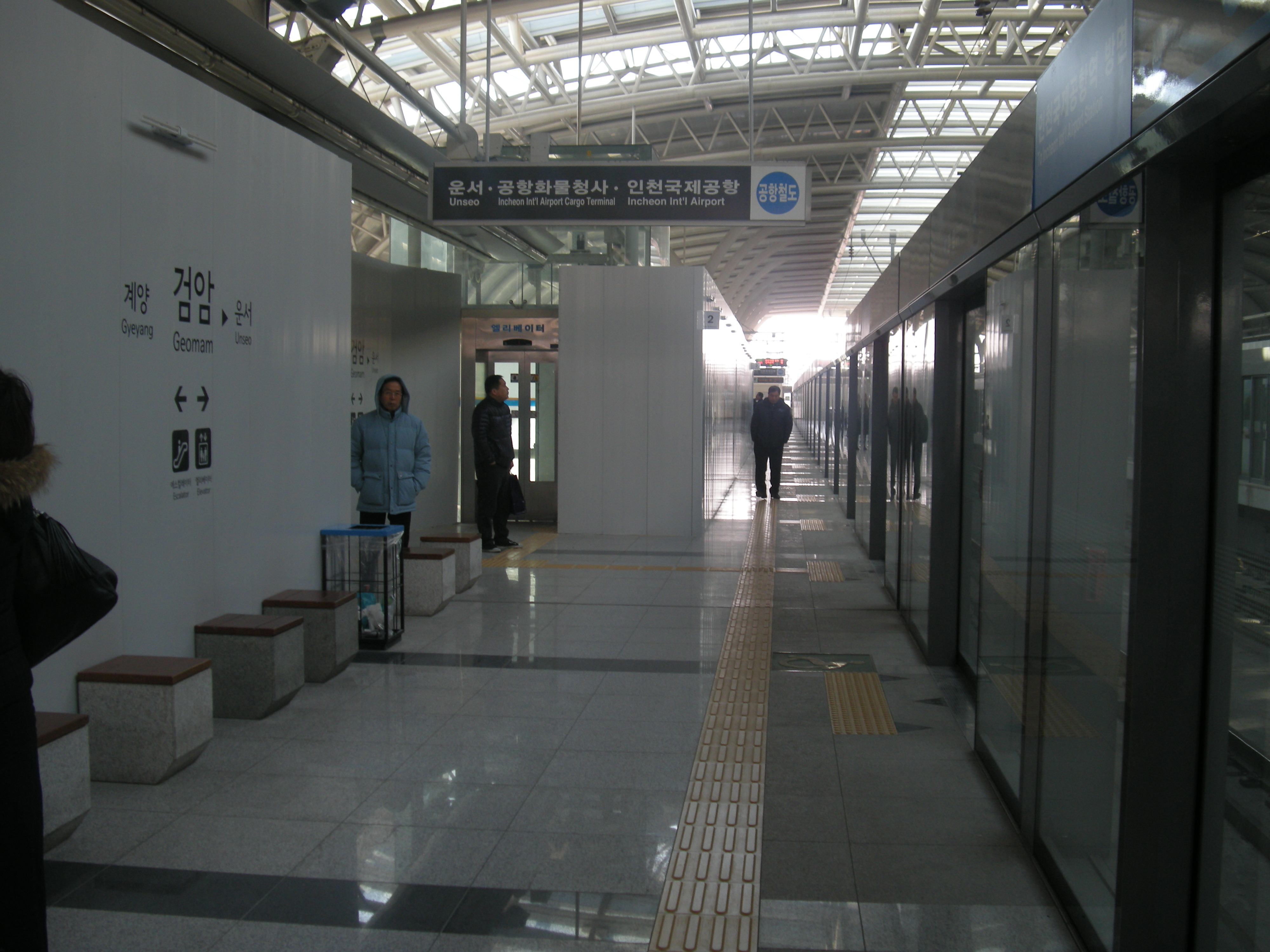
Sân ga Đường sắt sân bay 2 (Tại thời điểm xây dựng sân ga KTX)
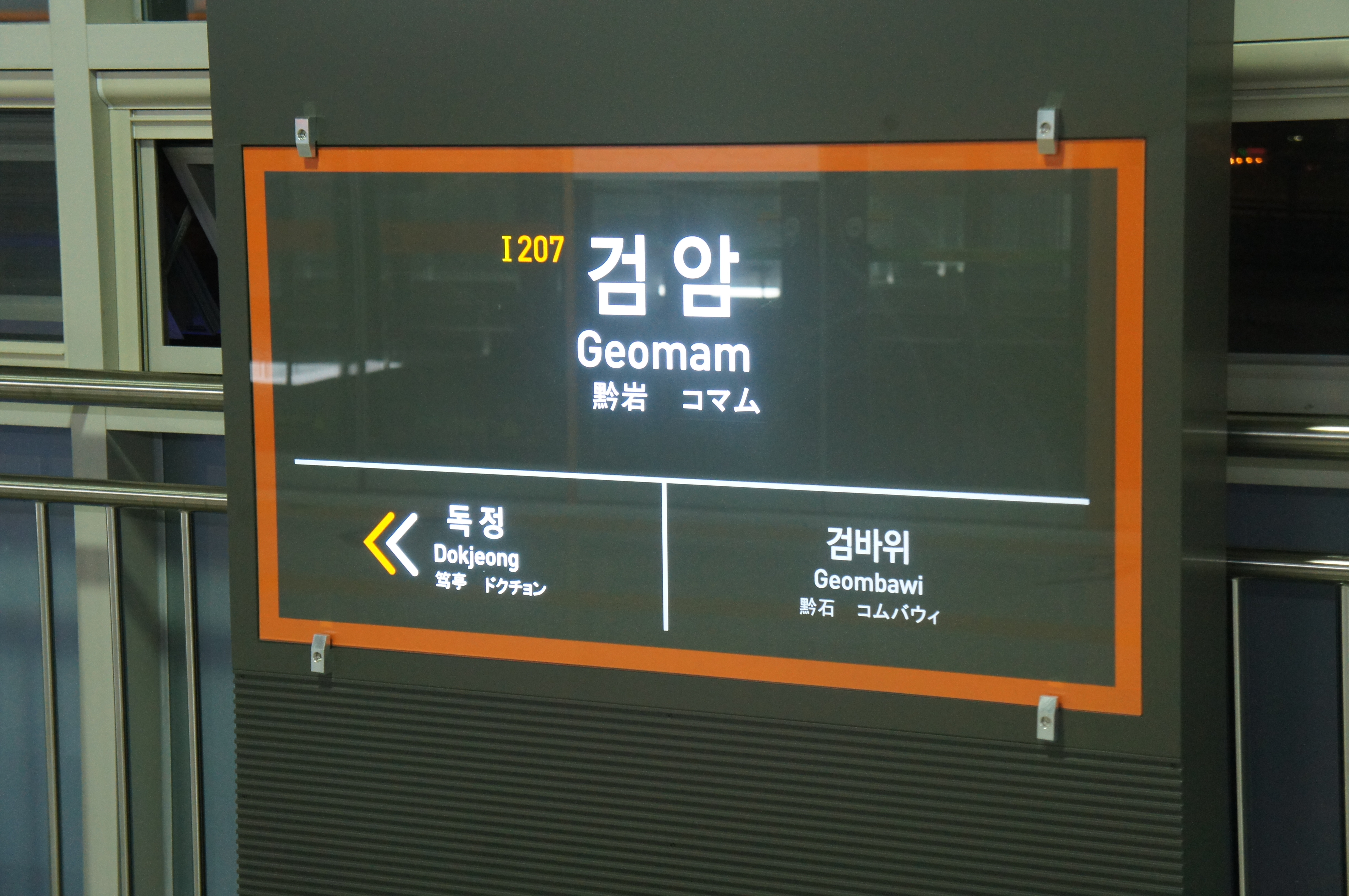
Bảng tên ga Incheon tuyến 2
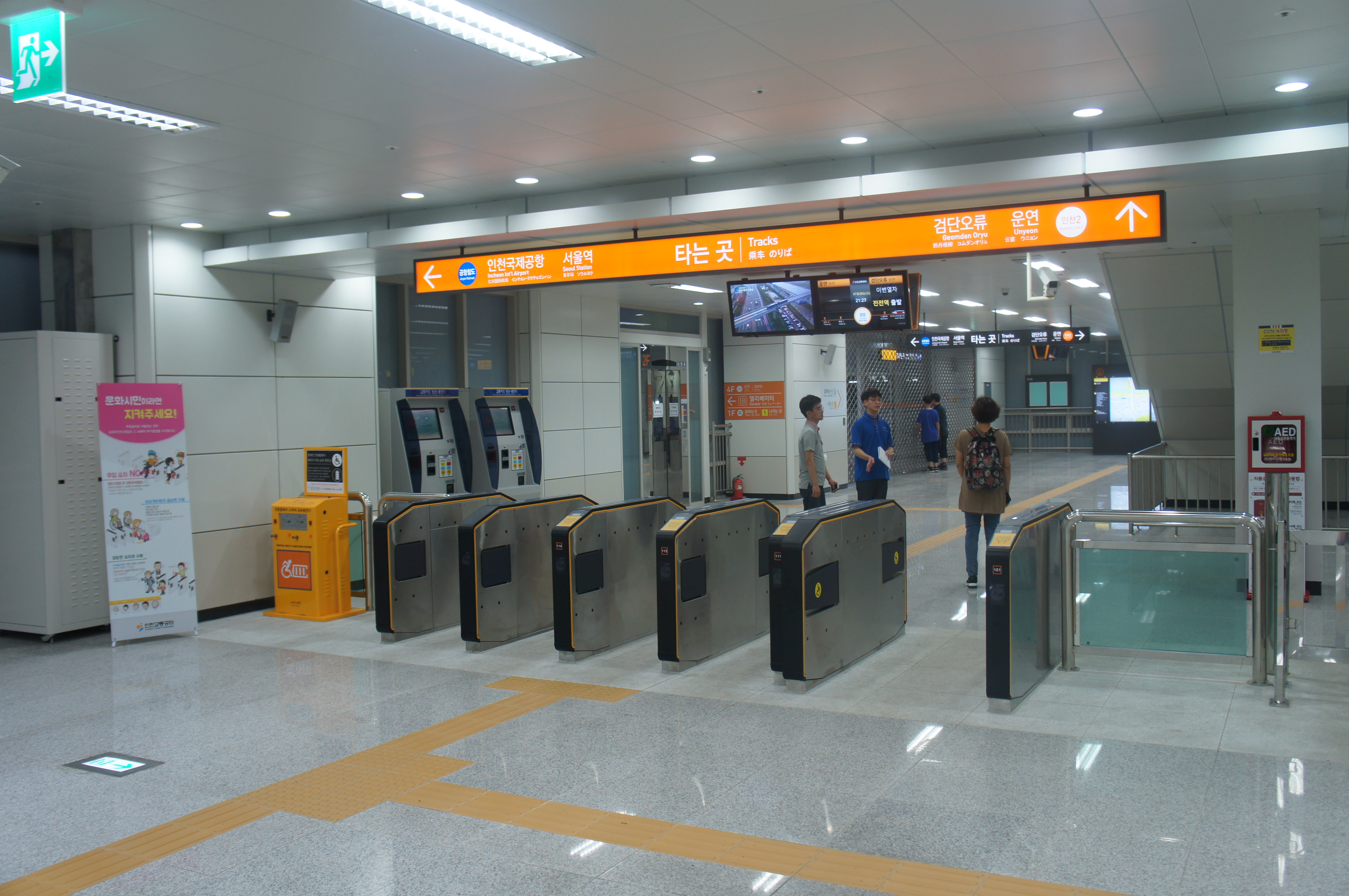
Sảnh chờ Incheon tuyến 2
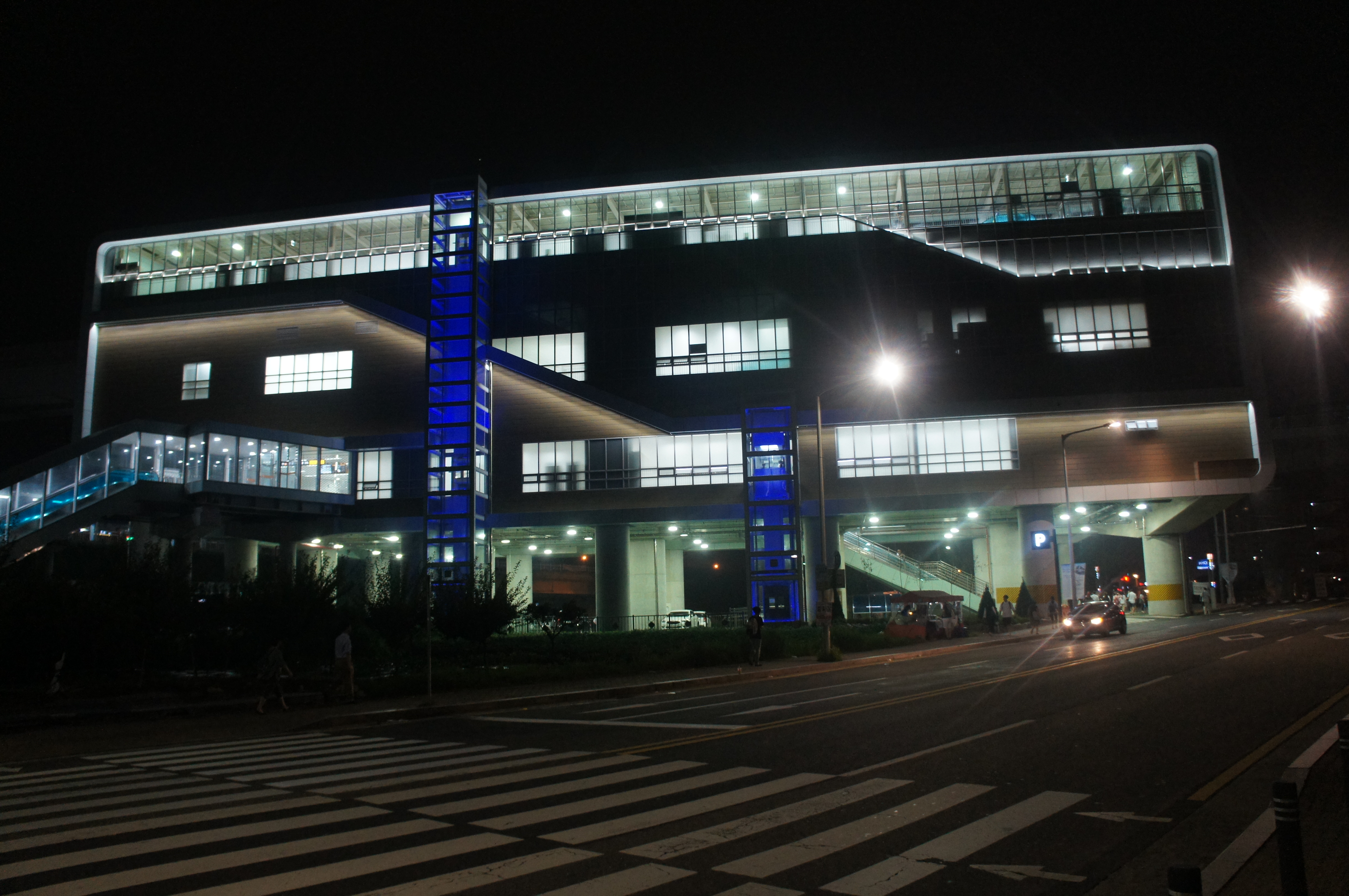
Nhà ga (Ban đêm)
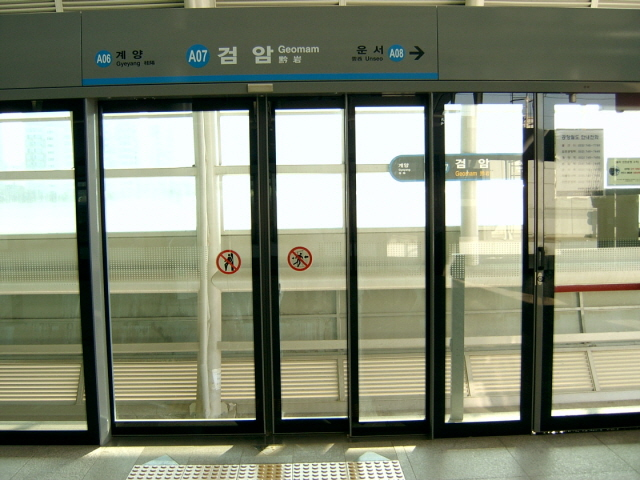
Sân ga hướng Ga Sân bay Quốc tế Incheon (Trước khi xây dựng sân ga KTX)